# Élections générales terre-neuviennes de 1996

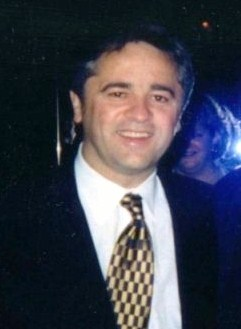
Brian Tobin (1998), ancien premier ministre de Terre-Neuve-et-Labrador.

L'élection générale terre-neuvienne de 1996 se déroule le 22 février 1996 afin d'élire les députés de la Chambre d'assemblée de la province de Terre-Neuve (Canada). Le Parti libéral de Terre-Neuve, dirigé par Brian Tobin, est reporté au pouvoir et forme un gouvernement majoritaire.

## Résultats
| Parti                                              | Parti                           | Chef                            | # de candidats | Sièges | Sièges | Sièges  | Voix    | Voix    | Voix    |
| -------------------------------------------------- | ------------------------------- | ------------------------------- | -------------- | ------ | ------ | ------- | ------- | ------- | ------- |
| Parti                                              | Parti                           | Chef                            | # de candidats | 1993   | Élus   | % Diff. | #       | %       | % Diff. |
|                                                    | Libéral                         | Brian Tobin                     | 48             | 35     | 37     | +5,7 %  | 157 229 | 55,10 % |         |
|                                                    | Progressiste-conservateur       |                                 | 48             | 16     | 9      | -43,8 % | 110 312 | 38,66 % |         |
|                                                    | Nouveau Parti démocratique      |                                 | 20             | 1      | 1      | -       | 12 706  | 4,45 %  |         |
|                                                    | Indépendant/Aucune appartenance | Indépendant/Aucune appartenance | 8              | -      | 1      |         | 5 111   | 1,79 %  |         |
| Total                                              | Total                           | Total                           | 124            | 52     | 48     | -7,69 % | 285 358 | 100 %   |         |
| Sources : (en) Elections Newfoundland and Labrador |                                 |                                 |                |        |        |         |         |         |         |